# 中部開発区域

中部開発区域（मध्यमाञ्चल विकास क्षेत्र）は、2015年までネパールにあった開発区域の一つ。同国首都のカトマンズが属し、三つの県より成り立っていた。
- バグマティ県（■）
- ジャナクプル県（■）
- ナラヤニ県（■）